# Alexander-von-Humboldt-Medaille (Toepfer-Stiftung)
Die Alexander-von-Humboldt-Medaille in Gold und Silber wurde von der Alfred Toepfer Stiftung F. V. S. im Jahre 1962 zur Verfügung gestellt, um außergewöhnliche Leistungen von Persönlichkeiten oder Verdienste um den Naturschutz auszuzeichnen. Die Verleihung erfolgte durch die Universität Bonn und letztmals 1989.

## Preisträger
(Die Auflistung ist bis 1975 nicht vollständig.)
- Renzo Videsott, 1964 in Gold[1]
- Ludwig Seiterich, 1967
- Jean-Paul Harroy, 1968
- Emil Meynen, 1969[2]
- Herbert Offner, 1969[2]
- Peter Smithers, 1970 in Gold
- Helmut Schaefer, 1970
- Tassilo Tröscher, 1971[3]
- Paul Hochstrasser, 1972 in Gold[4]
- Nikolaus von Bodman, 1972 in Silber[4]
- Willy Kiefer[5]
- Claus, Prinz der Niederlande, 1975 in Gold[6]
- Reinhold Tüxen, 1976 in Gold[7]
- Hermann Kerl, 1977 in Gold[8]
- Ernst Preising, 1978 in Gold[9]
- Jean Sermet, 1979 in Gold[10]
- Gerhard Olschowy, 1979 in Gold[10]
- Christophe Ryelandt, 1979 in Silber[10]
- Hellmut Lehbrink, 1979 in Silber[10]
- Horst Stern, 1981 in Gold[11]
- Loki Schmidt, 1982 in Gold[12]
- Hans Lux, 1982 in Silber[12]
- Rudolf H. Müller, 1984 in Gold[13]
- Willi Gayler, 1984 in Silber[13]
- IYF International Youth Federation for Environmental Studies and Conservation, 1984 in Silber[13]
- Anton Draxl, 1986 in Gold[14]
- Henry Makowski, 1986 in Gold[14]
- Hans Bibelriether, 1989 in Gold[15]